# Dolichiscus debilis
Dolichiscus debilis là một loài chân đều trong họ Austrarcturellidae. Loài này được Hale miêu tả khoa học năm 1937.